# Анна Нотара
Анна Нотара (на гръцки: Ἄννα Νοταρά) е знатна византийка, живяла през 15 век. Тя е дъщеря на последния велик дук на Византийската империя – Лука Нотарас. Между 1440 и 1449 г. Анна Нотара заедно с две свои сестри напуска Константинопол и се отправя към Рим, поради което тя не присъства на превземането на Константинопол от турците и последвалото клане на семейството ѝ.
В Италия, благодарение на богатството, което предвидливо е изпратено от баща ѝ в чужбина, Анна Нотара става център на византийското емигрантско общество във Венеция. През 1499 г. заедно с Никола Власт и Захарий Калиерг Анна Нотара основава една от първите гръцки печатници във Венеция. В кореспонденцията си до нея съветът в Сиена я нарича „вдовицата на последния император“ на ромеите, Константин IX, което обаче не е истина, тъй като подобни сведения за такъв брак не се съдържат в нито един от историческите извори от онова време, особено в хрониката на Георги Сфранцес – секретаря на последния император.